# 萩野道義
萩野 道義（はぎの みちよし）は、日本の自動車技術者。本田技研工業代表取締役専務や、自動車技術会会長を務めた。

## 人物・経歴
1966年神戸大学工学部卒業。本田技研工業代表取締役専務や、日本自動車工業会理事を務めた。2004年から2006年まで自動車技術会会長。2006年退任。